# سينت- خيليس- فاس
سينت- خيليس- فاس (تنطق بالهولندية: [sɪnt ˌxɪlɪs ˈʋaːs]) هي بلدية تقع في مقاطعة فلاندر الشرقية في بلجيكا .

## أعلام
- كريس دي وري
- توم ستيلز
- ستيفان فان در هايدن